# Dietmar Beiersdorfer
Dietmar Beiersdorfer (Fürth, 16 novembre 1963) è un dirigente sportivo ed ex calciatore tedesco, di ruolo difensore, attuale amministratore delegato dell'Ingolstadt 04.

## Carriera

### Giocatore

#### Club
Ha iniziato la propria carriera giocando per alcune squadre locali (TSC Cadolzburg, TSV Altenberg). Nel 1985 è passato all'Oberligisten SpVgg Fürth. Notato dagli osservatori dell'Amburgo, venne acquistato assieme al suo amico Manfred Kastl. Beiersdorfer guadagna velocemente un posto da titolare e contribuisce alla vittoria della Coppa di Germania. Nel 1992, dopo 174 partite in Bundesliga e 14 gol, si è trasferito al Werder Brema. Con il club biancoverde ha collezionato, in tre anni e mezzo, un totale 64 presenze e 6 reti in Bundesliga. Nel gennaio 1996 è passato al Colonia. Durante quest'esperienza è sceso in campo 16 volte in campionato ed ha realizzato una rete. Nella stagione 1996-1997 ha giocato nella Reggiana, club italiano militante in Serie A, totalizzando 20 presenze e una rete in campionato.

#### Nazionale
Ha debuttato in Nazionale il 5 maggio 1991, nell'incontro Germania-Belgio (1-0).

### Dirigente
Terminata la propria carriera da calciatore, ha intrapreso la strada di dirigente sportivo. Nell'agosto 2002 è diventato direttore sportivo dell'Amburgo. Ha mantenuto l'incarico fino al 23 giugno 2009, data in cui ha risolto il proprio contratto. Il 1º novembre 2009 è divenuto direttore sportivo delle società calcistiche possedute da Red Bull (Red Bull Ghana, Red Bull Lipsia, Red Bull Brasil, New York Red Bulls e Red Bull Salisburgo). Il 24 febbraio 2010 è divenuto, inoltre, amministratore delegato del Lipsia. Il 18 aprile 2011 ha risolto il proprio rapporto con Red Bull. Nell'agosto 2012 è diventato direttore sportivo dello Zenit San Pietroburgo. Al termine della stagione successiva ha lasciato l'incarico. Nell'estate 2014 è tornato all'Amburgo, in veste di amministratore delegato. Il 9 maggio 2016 assume anche la carica di direttore sportivo del club anseatico. Perde l'incarico di amministratore delegato il 13 dicembre 2016, in seguito alla nomina di Heribert Bruchhagen come nuovo ad del club. Nello stesso mese ha lasciato l'incarico di direttore sportivo. Il 9 novembre 2021 è diventato amministratore delegato dell'Ingolstadt 04.

## Statistiche

### Presenze e reti nei club
| Stagione        | Squadra         | Campionato      | Campionato | Campionato | Coppe nazionali | Coppe nazionali | Coppe nazionali | Coppe continentali | Coppe continentali | Coppe continentali | Altre coppe | Altre coppe | Altre coppe | Totale | Totale |
| Stagione        | Squadra         | Comp            | Pres       | Reti       | Comp            | Pres            | Reti            | Comp               | Pres               | Reti               | Comp        | Pres        | Reti        | Pres   | Reti   |
| --------------- | --------------- | --------------- | ---------- | ---------- | --------------- | --------------- | --------------- | ------------------ | ------------------ | ------------------ | ----------- | ----------- | ----------- | ------ | ------ |
| 1986-1987       | Amburgo         | BL              | 25         | 1          | DFBP            | 6               | 1               | -                  | -                  | -                  | -           | -           | -           | 31     | 1      |
| 1987-1988       | Amburgo         | BL              | 30         | 3          | DFBP            | 5               | 0               | CDC                | 4                  | 0                  | DFLSC       | 1           | 0           | 40     | 3      |
| 1988-1989       | Amburgo         | BL              | 21         | 0          | DFBP            | 2               | 0               | -                  | -                  | -                  | -           | -           | -           | 23     | 0      |
| 1989-1990       | Amburgo         | BL              | 31         | 3          | DFBP            | 1               | 0               | UEFA               | 8                  | 1                  | -           | -           | -           | 40     | 4      |
| 1990-1991       | Amburgo         | BL              | 33         | 6          | DFBP            | 4               | 0               | -                  | -                  | -                  | -           | -           | -           | 37     | 6      |
| 1991-1992       | Amburgo         | BL              | 34         | 1          | DFBP            | 1               | 0               | UEFA               | 5                  | 0                  | -           | -           | -           | 40     | 1      |
| Totale Amburgo  | Totale Amburgo  | Totale Amburgo  | 174        | 14         |                 | 19              | 1               |                    | 17                 | 1                  |             | 1           | 0           | 211    | 16     |
| 1992-1993       | Werder Brema    | BL              | 29         | 4          | DFBP            | 3               | 1               | SC-UEFA+CDC        | 0+3                | 0+0                | -           | -           | -           | 35     | 5      |
| 1993-1994       | Werder Brema    | BL              | 32         | 2          | DFBP            | 6               | 1               | UCL                | 9                  | 1                  | DFLSC       | 1           | 0           | 48     | 4      |
| 1994-1995       | Werder Brema    | BL              | 0          | 0          | DFBP            | 0               | 0               | -                  | -                  | -                  | -           | -           | -           | 0      | 0      |
| 1995-gen. 1996  | Werder Brema    | BL              | 3          | 0          | DFBP            | 1               | 0               | UEFA               | 2                  | 0                  | -           | -           | -           | 6      | 0      |
| Totale Malaga   | Totale Malaga   | Totale Malaga   | 64         | 6          |                 | 10              | 2               |                    | 14                 | 1                  |             | 1           | 0           | 89     | 9      |
| gen.-giu. 1996  | Colonia         | BL              | 16         | 1          | DFBP            | 0               | 0               | -                  | -                  | -                  | -           | -           | -           | 16     | 1      |
| 1996-1997       | Reggiana        | A               | 20         | 1          | CI              | 1               | 0               | -                  | -                  | -                  | -           | -           | -           | 21     | 1      |
| Totale carriera | Totale carriera | Totale carriera | 274        | 22         |                 | 30              | 3               |                    | 31                 | 2                  |             | 2           | 0           | 337    | 27     |

### Cronologia presenze e reti in nazionale
| Cronologia completa delle presenze e delle reti in nazionale ― Germania | Cronologia completa delle presenze e delle reti in nazionale ― Germania | Cronologia completa delle presenze e delle reti in nazionale ― Germania | Cronologia completa delle presenze e delle reti in nazionale ― Germania | Cronologia completa delle presenze e delle reti in nazionale ― Germania | Cronologia completa delle presenze e delle reti in nazionale ― Germania | Cronologia completa delle presenze e delle reti in nazionale ― Germania | Cronologia completa delle presenze e delle reti in nazionale ― Germania |
| Data                                                                    | Città                                                                   | In casa                                                                 | Risultato                                                               | Ospiti                                                                  | Competizione                                                            | Reti                                                                    | Note                                                                    |
| ----------------------------------------------------------------------- | ----------------------------------------------------------------------- | ----------------------------------------------------------------------- | ----------------------------------------------------------------------- | ----------------------------------------------------------------------- | ----------------------------------------------------------------------- | ----------------------------------------------------------------------- | ----------------------------------------------------------------------- |
| 1-5-1991                                                                | Hannover                                                                | Germania                                                                | 1 – 0                                                                   | Belgio                                                                  | Qual. Euro 1992                                                         | -                                                                       |                                                                         |
| Totale                                                                  |                                                                         | Presenze                                                                | 1                                                                       |                                                                         | Reti                                                                    | 0                                                                       |                                                                         |

## Palmarès

### Club

#### Competizioni nazionali
- Campionato tedesco: 1

Werder Brema: 1992-1993
- Coppa di Germania: 2

Amburgo: 1986-1987
Werder Brema: 1993-1994
- Supercoppa di Germania: 2

Werder Brema: 1993, 1994